# L'isola misteriosa dello Zio Ernesto
L'isola misteriosa dello Zio Ernesto (L'Île mystérieuse de l'oncle Ernest) è un videogioco per bambini pubblicato nel 2000 da Finson ed Evviva Software. Il gioco è stato sviluppato da Lexis Numérique. Il suo autore è Eric Viennot e fa parte della serie Le avventure dello Zio Ernesto.

## Trama
Durante un favoloso viaggio in giro per il mondo, lo zio Ernesto ha scoperto un'isola misteriosa e sperduta in mezzo all'oceano. Proprio come Robinson Crusoe ha passato diversi anni su quest'isola dedicandosi alla pesca e alla caccia. Sull'isola ha inoltre trovato il più fantastico e incredibile dei tesori. La prova è nel suo magico album e sta a te trovarla.
Per farlo si devono seguire attentamente le indicazioni dello zio Ernesto ed esplorare i vari luoghi all'interno dell'album. 

## Premi e riconoscimenti
- Selezionato dalla giuria multimedia per il salone del libro della gioventù di Montreuil (novembre 2000)[1]
- Eletto Micro Hebdo D'Or (dicembre 2000)[1]